# 大久保の鼻

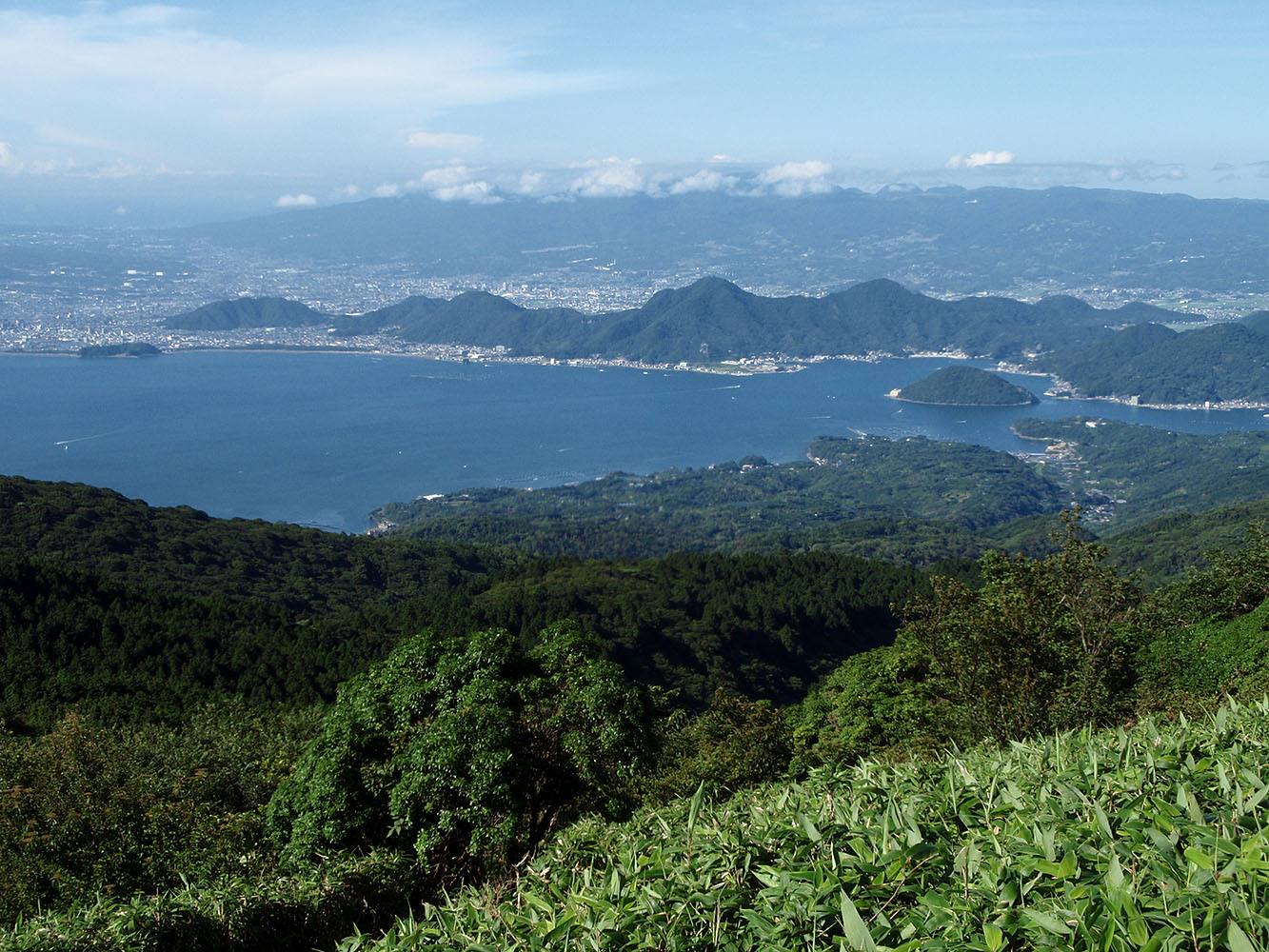
金冠山からの眺め。
写真中央の対岸が大久保の鼻。

大久保の鼻（おおくぼのはな）は、静岡県沼津市獅子浜にある岬。国道414号が海岸線に沿って大きく曲がる地点である。
かつて大久保山という山が突出し岬となっていた。海に突出した地形を通称として鼻と呼称する例は各地にみられるが、大久保の鼻もこうした例と同様、当地の呼び名として定着している地名である。駿河湾と江浦湾 (静岡県)をわける地点でもある。